# 饶阳公主 (唐朝)
饶阳公主（?—?），唐朝公主，是中国唐朝第十六代皇帝唐穆宗李恒的八女之一，生母不详。
饶阳公主嫁给太子舍人郭仲词，郭钊的儿子，懿安皇后的侄子。郭仲词是郭钊的嫡子。唐文宗开成二年（838年），唐文宗令仲词的庶兄郭仲文继承父亲郭钊的太原郡公爵位，给事中卢弘宣反对以庶代嫡，唐文宗以郭仲词为银青光禄大夫、检校殿中少监、驸马都尉，袭封太原郡公，尚饶阳公主。